# القاضي والجلاد (فلم)
القاضي والجلاد فيلم دراما مصري للمخرج نادر جلال  عام 1978 ومن تأليف فيصل ندا. الفيلم من بطولة رشدي أباظة ونجلاء فتحي ومريم فخر الدين وعمر الحريري  وتدور الأحداث حول فتاة تكتشف أن والدتها تسببت في موت والدها بعلاقتها الآثمة، وتقرر الانتقام من عشيق والدتها.
صدر الفيلم إلى دور العرض المصرية في 27 مارس 1978.
منح موقع قاعدة بيانات الأفلام العربية «السينما.كوم» الفيلم درجة 5.5/ 10.

## طاقم التمثيل
- رشدي أباظة: في دور شريف
- نجلاء فتحي: في دور ناهد كمال فهمي
- مريم فخر الدين: في دور ليلى (والدة ناهد)
- عمر الحريري: في دور كمال فهمي (صديق وشريك شريف)
- محمود قابيل: في دور محمود (المهندس خطيب ناهد)
- صلاح نظمي: في دور عبد الفتاح
- علية عبد المنعم: في دور والدة محمود
- أميمة سليم: في دور رندا
- محمد الرملي: في دور عبودي بك
- حمدية حسين: في دور فاطمة
- عبد المنعم النمر: في دور ضابط قسم الشرطة
- بالاشتراك مع: رشوان مصطفى - أحمد فؤاد - عمر عز الدين.[1][8]

## أحداث الفيلم
يتعرض شريف (رشدي أباظة) لخيانة من زوجته، فيقرر العزوف عن الزواج. يشارك شريف صديقه كمال فهمي (عمر الحريري) في شركة للإستيراد والتصدير والمعاملات التجارية، حيث يتولى شريف جلب العملاء، بينما يتولى كمال إبرام العقود والاتفاقيات المالية. كان كمال متزوجاً من ليلي (مريم فخر الدين)، ولديهما ابنة شابة جميلة تدعى ناهد (نجلاء فتحي)، مخطوبة للمهندس حديث التخرج محمود (محمود قابيل)، وكانت العلاقة بين كمال وزوجته ليلي، فاترة ومتوترة، فقد خانها كمال كثيراً في الماضي وأهملها، وعندما استمعت ليلي لكلمات الحب والحنان ونالت الإهتمام، من أول رجل، استجابت له، وأصبحت عشيقته، وكان هذا الرجل هو شريف، شريك زوجها وصديق العائلة. تشاهد ناهد أمها ليلى في أحد الحفلات بالحديقة في أحضان رجل، ولكنها لم تتمكن من التحقق منه، وتكتم ناهد الأمر. يسافر كمال لفرنسا، لمدة خمسة أيام لإبرام إحدى الإتفاقيات، وينجز مهمته في ثلاثة أيام ويعود مسرعاً، ليكتشف حقيقة شريكه وزوجته، ويسارع كمال بسيارته بصورة متهورة، ليلحق بسيارة زوجته، وهو في حالة سيئة، فيصطدم بسيارة أخري، ويلقى مصرعه. تعلم ناهد بخيانة والدتها، ولذلك تقرر الإنتقام من شريف ووالدتها، وتقطع علاقتها بمحمود، وتطلب من شريف أن يخرجها من أحزانها، فيلازمها كثيراً وتتحرك عواطفه، ويرتبط بها ويحبها، حتى انه يطلب منها الزواج. تعترض الأم على تلك العلاقة، ويتأزم موقفها مع إبنتها، وتواجه ناهد والدتها بخيانتها. كانت ناهد تظن أنها ستنتقم من شريف لفقدها أبيها، وهي الآن قد فقدت أبيها وأمها وخطيبها محمود، الذي يخبرها أنها جعلت من نفسها قاضي وجلاد في نفس الوقت، فكلنا نخطئ، وعلى المخطئ أن يدفع الثمن، ولسنا نحن القضاة، وأيضاً لسنا الجلادين. تحاول الأم، منع علاقة شريف بإبنتها، فتقابله بسيارتها للمرة الأخيرة، لإقناعه بالعدول عن عزمه، وإفهامه أن تلك العلاقة آثمة ومحرمة، لسابق علاقته بالأم، ولكن شريف يصمم على الزواج من ناهد، لأنه يحبها، فتقوم ليلى بالإنطلاق بسيارتها بأقصي سرعة، وترتطم بأقرب جدار عمداً، لتنفجر السيارة، وتلقى الأم وعشيقها مصرعهما.

## استقبال الفيلم
كتب موقع مصراوي في الذكرى العاشرة لوفاة «مريم فخر الدين» مقالة تحت عنوان «10 أعمال صنعت نجومية مريم فخر الدين» وكان فيلم «القاضي والجلاد» واحداً من هذه الأفلام حيث ذكر الموقع: «جسدت الفنانة الكبيرة من خلال أحداث الفيلم، شخصية» ليلى«الأم الخائنة»، وذكر الممثل محمود قابيل في تصريح لموقع صدى البلد مشيداً بالممثل رشدي أباظة ورعايته له ومساعدته في بداية مشواره الفنى في هذا الفيلم: «كان يحرص على تقديم النصيحة لي في طريقة الأداء أو اختيار الملابس»... أستكمل محمود قابيل حديثه قائلاً: «لابد وأن يساعد جيلنا الجيل الذي يليه، فهم من يستكملون رسالتنا بعد ذلك».

## وصلات خارجية
- مقالات تستعمل روابط فنية بلا صلة مع ويكي بيانات
- القاضي والجلاد على الدهليز
- القاضي والجلاد على كاروهات